# Desmoncus polyacanthos
Desmoncus polyacanthos es una especie de palmera originaria de Sudamérica.

## Distribución y hábitat
Está ampliamente distribuida en las zonas bajas y húmedas del Norte de Sudamérica y Trinidad, según Galeano et al (2008) esta especie en Colombia se distribuye en el Caribe y en las tierras bajas del Magdalena Medio, la Amazonia y Orinoquia.

## Descripción
Es una palma cespitosa con tallos y corteza muy resistentes que son utilizados para hacer amarres de todo tipo y como material para complementar el tejido de cestas, canastos, sombreros y cedazos.

## Usos
Los tallos de la matamba han sido tradicionalmente usados por los indígenas Emberá, Wounaan y Awá y por comunidades negras a lo largo de la Costa Pacífica de Colombia para elaborar artículos como canastos, cunas y trampas para pescar; aunque solo ocasionalmente se producen excedentes por la comercialización de estas artesanías a nivel local y regional, por ejemplo en la región de Guapi (Costa Pacífica Caucana) se produce cierto número de canastos y sombreros con destino a tiendas de artesanías en locales y para las ferias de artesanías de Cali y Bogotá (Expoartesanías y Manofacto).
Se cosechan las lianas, se raspan para dejarlas lisas y se rajan para obtener tiras largas de la corteza del tallo, luego estas tiras delgadas y rígidas se amarran en rollos, se llevan a las casas en donde se ponen a secar a la sombra o encima de fogones de leña. La fibra de matamba posee una cavado muy fino y es muy apreciada por su larga duración.

## Taxonomía
Desmoncus polyacanthos fue descrito por Carl Friedrich Philipp von Martius y publicado en Historia Naturalis Palmarum 2(3): 85–86, t. 68. 1824.
Etimología
Desmoncus: nombre genérico que proviene del griego: Desmo, que significa "unión o lazo", y onkos que significa "gancho o barba", esto en relación con la modificación de sus foliolos.
polyacanthos: epíteto latino que significa "con muchos espinos".
Variedades aceptadas
- Desmoncus polyacanthos var. prunifer (Poepp. ex Mart.) A.J.Hend.

Sinonimia
| - Atitara aerea (Drude) Barb.Rodr. - Atitara caespitosa (Barb.Rodr.) Barb.Rodr. - Atitara dubia Kuntze - Atitara inermis (Barb.Rodr.) Barb.Rodr. - Atitara leptoclona (Drude) Barb.Rodr. - Atitara macroacantha (Mart.) Kuntze - Atitara oligacantha (Barb.Rodr.) Kuntze - Atitara oxyacantha (Mart.) Kuntze - Atitara paraensis Barb.Rodr. - Atitara phengophylla (Drude) Kuntze - Atitara philippiana (Barb.Rodr.) Barb.Rodr. - Atitara polyacantha (Mart.) Kuntze - Atitara pycnacantha (Mart.) Kuntze - Atitara riparia (Spruce) Kuntze - Atitara setosa (Mart.) Kuntze - Desmoncus aereus Drude - Desmoncus brevisectus Burret - Desmoncus caespitosus Barb.Rodr. - Desmoncus campylacanthus Burret - Desmoncus dasyacanthus Burret - Desmoncus duidensis Steyerm. | - Desmoncus inermis Barb.Rodr. - Desmoncus latisectus Burret - Desmoncus leptoclonos Drude - Desmoncus longisectus Burret - Desmoncus macroacanthos Mart. - Desmoncus maguirei L.H.Bailey - Desmoncus mirandanus L.H.Bailey - Desmoncus oligacanthus Barb.Rodr. - Desmoncus oxyacanthos Mart. - Desmoncus paraensis (Barb.Rodr.) Barb.Rodr. - Desmoncus peraltus L.H.Bailey - Desmoncus phengophyllus Drude - Desmoncus philippianus Barb.Rodr. - Desmoncus prestoei L.H.Bailey - Desmoncus pycnacanthos Mart. - Desmoncus pycnacanthos var. sarmentosus Drude - Desmoncus riparius Spruce - Desmoncus setosus Mart. - Desmoncus ulei Dammer |